# Stan Stasiak
George Stipich (* 13. April 1937 in Arvida, Kanada; † 19. Juni 1997), besser bekannt unter seinem Ringnamen Stan Stasiak, war ein kanadischer Wrestler.

## Leben
George Stipich wuchs im kanadischen Quebec auf und spielte Eishockey in der Amateur Hockey Association of Canada. Sein aggressiver Spielstil führte dazu, dass ihm sein Trainer nahelegte, es mit dem Wrestling zu versuchen. 1958 begann er seine Karriere bei Stampede Wrestling unter dem Namen Stan Stasiak und führte zunächst den Beinamen „The Crusher“, später „The Man“. 1968 durfte er den NWA Canadian Heavyweight Championship (Calgary Version) erringen. Der Name „Stan Stasiak“ übernahm er von einem Wrestler der 1920er Jahre, der an einer Blutvergiftung starb, die er sich während eines Matches zuzog.
Am 1. Dezember 1971 trat er in der WWWF gegen Pedro Morales an und gewann die World Wide Wrestling Federation (WWWF) World Heavyweight Championship. Er war als Interims-Champion neun Tage aktiv und verlor den Titel am 10. Dezember 1971 gegen Bruno Sammartino. Hintergrund war, dass die WWWF kein erneutes Titelmatch zwischen den Publikumslieblingen Morales und Sammartino wollte.
Nach dem Titelgewinn durfte er 1977 noch einmal um den Championshiptitel gegen „Superstar“ Billy Graham antreten. 1984 beendete er seine Wrestling-Karriere und arbeitete danach als Sicherheitsmann für Toronto Simpsons und den Hudson’s Bay Store in Toronto. 1997 zog er zurück nach Quebec und starb am 19. Juni 1997 im Alter von 60 Jahren an Herzinsuffizienz.
Er ist der Vater des WCW- und WWF-Wrestlers Shawn Stasiak.

## Titel und Auszeichnungen
- Cauliflower Alley Club
  - Other honoree (1996)

- Maple Leaf Wrestling
  - NWA International Tag Team Championship (Toronto version) (1×) – mit Man Mountain Campbell

- NWA All-Star Wrestling
  - NWA Canadian Tag Team Championship (Vancouver version) (2×) – mit Dutch Savage

- NWA Big Time Wrestling
  - NWA Brass Knuckles Championship (Texas version) (2×)
  - NWA Texas Heavyweight Championship (1×)
  - NWA Texas Tag Team Championship (1×) – mit Killer Tim Brooks

- NWA Western States Sports
  - NWA Brass Knuckles Championship (Amarillo version) (1×)

- National Wrestling Federation
  - NWF North American Heavyweight Championship (1×)

- Pacific Northwest Wrestling
  - NWA Pacific Northwest Heavyweight Championship (6×)
  - NWA Pacific Northwest Tag Team Championship (8×) – mit Mad Russian (1×), Mighty Ursus (1×), Haru Sasaki (1×), Tony Marino (1×), Dutch Savage (1×), Buddy Rose (1×) und Billy Jack Haynes (2×)

- Stampede Wrestling
  - NWA Canadian Heavyweight Championship (Calgary version) (3×)
  - Stampede North American Heavyweight Championship (1×)
  - Stampede Wrestling Hall of Fame[4]

- World Championship Wrestling (Australien)
  - IWA World Heavyweight Championship (WCW Australia) (1×)

- World Wide Wrestling Federation
  - WWWF World Heavyweight Championship (1×)
  - WWE Hall of Fame 2018